# Ligne de Jyväskylä à Haapajärvi
La ligne de Jyväskylä à Haapajärvi  (finnois : Jyväskylä–Haapajärvi-rata) est une ligne de chemin de fer, à voie unique, du réseau de chemin de fer finlandais qui relie Jyväskylä à Haapajärvi.

## Histoire
La voie entre Jyväskylä et Suolahti est prête en 1898.
En 1938;, on décide de la prolonger jusqu'à Haapajärvi pour qu'elle rejoigne la ligne de Iisalmi à Ylivieska. Le tronçon entre Suolahti et Äänekoski est ouvert fin 1942. Vers le  sud, le tronçon vers Saarijärvi est terminé en 1954 et celui vers Kannonkoski en 1959. Vers le nord, le tronçon vers Pihtipudas est prêt en 1956 et finalement on ouvre la partie entre Varanen et Keitelepohja en 1960.